# Guillermo de Melton
Guillermo de Melton (en inglés, William Melton; fallecido el 5 de abril de 1340) fue el 43.º arzobispo de York (1317–1340).

## Vida
Melton era hijo de Enrique de Melton. Nació en Melton en la parroquia de Welton, alrededor de catorce kilómetros desde Kingston upon Hull. Era contemporáneo de Juan Hotham, canciller de Inglaterra y obispo de Ely. Los dos prelados estaban juntos a menudo en asuntos públicos y fueron los más poderosos eclesiásticos de su época en Inglaterra.
Con el ascenso de Eduardo II en 1307 se convirtió en guardasellos, hasta alrededor del año 1312, habiendo sido decán de St. Martin's-le-Grand en la época. Fue elegido por el capítulo de York al mes siguiente de la muerte del arzobispo Greenfield en diciembre de 1315, pero surgieron dificultades y no fue consagrado hasta septiembre de 1317, en Aviñón por el papa Juan XXII.
A lo largo de su arzobispado, se implicó activamente en los asuntos de Escocia. Entre 1318 y 1322, los escoceses, bajo el señor de la guerra James Douglas, hizo incursiones en Yorkshire, devastando partes del territorio, destrozando iglesias y saqueando los más ricos monasterios. El 12 de octubre de 1319 intervino en la batalla de Myton sobre el Swale, en la que los ingleses fueron derrotados. La reina Isabel que estaba en York en aquella época, logró escapar y refugiarse en Nottingham. 
Para el año 1325 el rey lo nombró Tesorero de Inglaterra, cargo que desempeñó hasta 1326.
Melton no abandonó a Eduardo II en sus últimos días, desagradándole la prisión del rey. No estuvo presente en la coronación de Eduardo III, y se dice que después se implicó en una peligrosa intriga para desestabilizar al nuevo gobierno, por lo que fue arrestado, aunque luego absuelto. En enero de 1328, Melton casó al joven rey con Felipa de Henao. En 1330 fue nuevamente nombrado Tesorero, pero dejó el cargo en 1331.
Posteriormente, desempeñó el cargo de guardasellos en el período 1333-1334. Murió el 5 de abril de 1340 en Cawood Palace, y fue enterrado en el pasillo norte de la nave de la catedral de York.